# Ledothamnus
Ledothamnus je rod rostlin s 10 druhy, náležící do čeledi vřesovcovité.

## Popis
Keře a nízké keře rostoucí na keřovité savaně a skalách Guyanské vysočiny a v jižní Venezuele a Brazílie. Listy jsou podobné vřesovci. Květy , které jsou možná opylovány čmeláky, jsou zvonkovité, nebo široce zvonkovité, jemně ochlupené a mají mnohoplátečné (5, 6, 9) koruny. Plodem je dřevitá tobolka.

## Druhy
- Ledothamnus atroadenus
- Ledothamnus decumbens
- Ledothamnus guyanensis
- Ledothamnus jauaensis
- Ledothamnus luteus
- Ledothamnus parviflorus
- Ledothamnus sessiliflorus
- Ledothamnus stenopetalus
- Ledothamnus steyermarkii
- Ledothamnus tatei